# Marché du cinéma en Thaïlande
Depuis la fin des années 1990, le marché du cinéma en Thaïlande a connu un développement important.

## Particularité locale
En 1977, une lourde taxe est imposée aux réalisations étrangères, ce qui favorise une production locale mais n'encourage pas la qualité. À partir de 1991, les productions hollywoodiennes reviennent en force, mais entre-temps la jeune génération des réalisateurs thaïs a suivi une formation aux États-Unis et reprend le flambeau. La fin des années 90 voit l'émergence d'un cinéma thaïlandais plus ambitieux, qui commence à être remarqué à l'étranger. Des films comme Satreelex, the Iron Ladies, Bangkok Dangerous ou plus récemment Beautiful Boxer font une carrière internationale, alors que des réalisateurs thaïlandais plus avant-garde sont primés dans les grands festivals comme Apichatpong Weerasethakul pour Blissfully Yours et Tropical Malady au festival de Cannes. 
Une très grande part des revenus de la distribution cinématographique provient de la vente de films au public sous le forme de VCD et plus récemment de DVD. Le nombre de salles, à l'exception des grandes villes est assez faible et les traditionnelles projections en plein air sont en régression.
D'autre part, le marché actif de la contrefaçon affaiblit malgré tout l'équilibre économique du secteur. Les productions locales sont relativement protégées de ce marché parallèle, alors que le marché des films étrangers est totalement miné par ce phénomène.

## Les films thaïlandais
Une bonne part de la programmation en salle (+ de 60 %) est constituée de films produits en Thaïlande. Depuis 1995, le secteur s'est développé, tiré par quelques films ambitieux qui ont connu un très grand succès local, battant souvent en termes d'audience en salle les plus grosses productions américaines en concurrence. À côté des films à gros budget, souvent à thème historique, une multitude de petits films comiques ou d'horreur occupent les salles. Depuis le début du XXIe siècle, certains films thaïlandais s'essaient à une percée sur le marché mondial, exploitant le créneau porteur du muay thaï (ou boxe thaï), comme Ong-bak.

## Les films étrangers
Le cinéma américain se taille la plus grande part restante. Il est régulièrement présenté en version doublée ou sous-titrée. Les films de Hong Kong et de Taïwan constituent le reste. Le cinéma européen est le parent pauvre du secteur, et seul le cinéma français représente un nombre notable de titres présents sur le marché.
Depuis 1998, un festival de cinéma est organisé à Bangkok. En 2003, à cause de problèmes internes, il s'est dédoublé en Festival international du film de Bangkok et World Film Festival of Bangkok.